# Llista de topònims de Palamós
Llista de topònims (noms propis de lloc) del municipi de Palamós, al Baix Empordà
Informació actualitzada per un bot. Els canvis manuals es perdran quan s'actualitzi!

## cabana
| imatge | Nom                          | Ubicat a | instància de | Detalls                                                  | coordenades                                                                             | Protecció                                  | Commons (més fotos)         | Dades a WD                    |
| ------ | ---------------------------- | -------- | ------------ | -------------------------------------------------------- | --------------------------------------------------------------------------------------- | ------------------------------------------ | --------------------------- | ----------------------------- |
|        | Barraca de Cala Cuetes       | Palamós  | cabana       | Estil: arquitectura popular Estat: enderrocat o destruït |                                                                                         | bé integrant del patrimoni cultural català |                             | Modifica les dades a Wikidata |
|        | barraca d'en Dalí de Palamós | Palamós  | cabana       |                                                          | 41° 51′ 52″ N, 3° 09′ 44″ E / 41.864391666667°N,3.1623111111111°E 46 msnm               |                                            | Barraca d'en Dalí (Palamós) | Modifica les dades a Wikidata |
|        | barraca de cala Estreta      | Palamós  | cabana       | Estil: arquitectura popular 19th century                 | 41° 51′ 56″ N, 3° 10′ 22″ E / 41.865434°N,3.172805°E ca:A l'oest de cala Estreta 4 msnm | bé integrant del patrimoni cultural català | Barraca de cala Estreta     | Modifica les dades a Wikidata |
|        | barraques de cala Canyers    | Palamós  | cabana       | Estil: arquitectura popular                              | 41° 51′ 50″ N, 3° 10′ 04″ E / 41.863876931522846°N,3.1678901874721235°E 5 msnm          | bé integrant del patrimoni cultural català | Barraques de cala Canyers   | Modifica les dades a Wikidata |
|        | barraques de cala Pallerida  | Palamós  | cabana       | Estil: arquitectura popular                              | 41° 51′ 40″ N, 3° 09′ 01″ E / 41.861079°N,3.150196°E 3 msnm                             | bé integrant del patrimoni cultural català | Barraques de cala Pallerida | Modifica les dades a Wikidata |
|        | barraques de s'Alguer Petit  | Palamós  | cabana       | Estil: arquitectura popular                              | 41° 51′ 43″ N, 3° 09′ 09″ E / 41.862026°N,3.152626°E 5 msnm                             | bé integrant del patrimoni cultural català | Barraques de s'Alguer Petit | Modifica les dades a Wikidata |

## casa
| imatge | Nom                           | Ubicat a | instància de | Detalls                                                             | coordenades                                                                                                   | Protecció                                  | Commons (més fotos)                    | Dades a WD                    |
| ------ | ----------------------------- | -------- | ------------ | ------------------------------------------------------------------- | --- | ------------------------------------------ | -------------------------------------- | ----------------------------- |
|        | Casa Matamala                 | Palamós  | casa         | Estil: racionalisme arquitectònic                                   | 41° 51′ 17″ N, 3° 08′ 33″ E / 41.854784°N,3.142573°E ca:Pg. de la Fosca                                       | bé integrant del patrimoni cultural català | Casa Matamala (Palamós)                | Modifica les dades a Wikidata |
|        | Cases d'estiueig              | Palamós  | casa         | Estil: arquitectura popular                                         | 41° 51′ 26″ N, 3° 08′ 32″ E / 41.857228°N,3.142286°E                                                          | bé integrant del patrimoni cultural català | Cases d'estiueig (Palamós)             | Modifica les dades a Wikidata |
|        | casa Puig-Palau               | Palamós  | casa         | Arquitecte: Raimon Duran i Reynals Estil: academicisme 20th century | 41° 51′ 50″ N, 3° 09′ 33″ E / 41.864006°N,3.159153°E ca:Al nord-est de la platja de Castell 28 msnm           | bé integrant del patrimoni cultural català | Casa Puig-Palau                        | Modifica les dades a Wikidata |
|        | casa Vilahur                  | Palamós  | casa         | Estil: modernisme català 20th century                               | 41° 51′ 28″ N, 3° 08′ 34″ E / 41.85775°N,3.142763°E ca:Pg. de la Fosca 4 msnm                                 | bé integrant del patrimoni cultural català | Casa Vilahur                           | Modifica les dades a Wikidata |
|        | casa Vincke                   | Palamós  | casa         | Estil: arquitectura eclèctica                                       | 41° 50′ 56″ N, 3° 07′ 31″ E / 41.849011°N,3.125175°E ca:López Puigcerver, 38                                  | bé integrant del patrimoni cultural català | Casa Vincke (Palamós)                  | Modifica les dades a Wikidata |
|        | cases al passeig de la Fosca  | Palamós  | casa         | Estil: arquitectura popular 20th century                            | 41° 51′ 17″ N, 3° 08′ 33″ E / 41.854604°N,3.142567°E ca:Pg. de la Fosca, 1, 5 i 6 8 msnm                      | bé integrant del patrimoni cultural català | Cases al passeig de la Fosca (Palamós) | Modifica les dades a Wikidata |
|        | cases d'obrers                | Palamós  | casa         | Estil: arquitectura popular 19th century                            | 41° 50′ 59″ N, 3° 07′ 09″ E / 41.849785°N,3.119126°E ca:C. Riera d'Aubí, 2-90 - c. López i Puigcerver, 83-135 | bé integrant del patrimoni cultural català | Cases d'obrers                         | Modifica les dades a Wikidata |
|        | cases de Sant Joan de Palamós | Palamós  | casa         | Estil: modernisme català arquitectura modernista 20th century       | 41° 51′ 29″ N, 3° 07′ 45″ E / 41.857959°N,3.129162°E ca:Av. de la Llibertat, 2-4                              | bé integrant del patrimoni cultural català | Cases de Sant Joan de Palamós          | Modifica les dades a Wikidata |

## castell
| imatge | Nom                           | Ubicat a | instància de | Detalls | coordenades | Protecció                                            | Commons (més fotos)           | Dades a WD                    |
| ------ | ----------------------------- | -------- | ------------ | ------- | --- | ---------------------------------------------------- | ----------------------------- | ----------------------------- |
|        | Castell de Vila-romà          | Palamós  | castell      |         | 41° 52′ 56″ N, 3° 06′ 28″ E / 41.8820861°N,3.1077861°E ca:Trencall del camí de Bell-lloc, des del mas Antoniet | bé d'interès cultural bé cultural d'interès nacional | Castell de Vila-romà          | Modifica les dades a Wikidata |
|        | castell de Sant Esteve de Mar | Palamós  | castell      |         | 41° 51′ 30″ N, 3° 08′ 51″ E / 41.858256°N,3.147592°E ca:Penya-segat sobre la platja de la Fosca 12 msnm        | bé d'interès cultural bé cultural d'interès nacional | Castell de Sant Esteve de Mar | Modifica les dades a Wikidata |

## cementiri
| imatge | Nom                    | Ubicat a | instància de | Detalls                                    | coordenades                                                                                            | Protecció                                  | Commons (més fotos)  | Dades a WD                    |
| ------ | ---------------------- | -------- | ------------ | ------------------------------------------ | --- | ------------------------------------------ | -------------------- | ----------------------------- |
|        | cementiri de Palamós   | Palamós  | cementiri    | Estil: arquitectura eclèctica 19th century | 41° 51′ 01″ N, 3° 08′ 13″ E / 41.850346°N,3.13698°E ca:Av. del Mediterrani 29 msnm                     | bé integrant del patrimoni cultural català | Cementiri de Palamós | Modifica les dades a Wikidata |
|        | cementiri de Sant Joan | Palamós  | cementiri    |                                            | 41° 51′ 16″ N, 3° 08′ 19″ E / 41.8543287290003°N,3.13859197969997°E ca:Camí del cementiri de Sant Joan |                                            |                      | Modifica les dades a Wikidata |

## edifici
| imatge | Nom                                               | Ubicat a | instància de | Detalls                                                                           | coordenades                                                                    | Protecció                                  | Commons (més fotos)              | Dades a WD                    |
| ------ | ------------------------------------------------- | -------- | ------------ | --------------------------------------------------------------------------------- | ------------------------------------------------------------------------------ | ------------------------------------------ | -------------------------------- | ----------------------------- |
|        | Banca Ribera                                      | Palamós  | edifici      | Estil: arquitectura eclèctica                                                     | 41° 50′ 42″ N, 3° 07′ 44″ E / 41.845116°N,3.128949°E ca:Plaça de Sant Pere     | bé integrant del patrimoni cultural català | Banca Ribera (Palamós)           | Modifica les dades a Wikidata |
|        | Celler Bell-lloc                                  | Palamós  | edifici      | Arquitecte: Carme Pigem Barceló Rafael Aranda i Quiles Ramón Vilalta I Pujol 2007 | 41° 52′ 25″ N, 3° 07′ 14″ E / 41.873486111111°N,3.1204644444444°E              |                                            |                                  | Modifica les dades a Wikidata |
|        | Convent dels Agustins de Nostra Senyora de Gràcia | Palamós  | edifici      | Estil: arquitectura barroca Estat: enderrocat o destruït                          | 41° 50′ 47″ N, 3° 07′ 54″ E / 41.846348°N,3.131594°E                           | bé integrant del patrimoni cultural català | Convent dels Agustins de Palamós | Modifica les dades a Wikidata |
|        | Escoles Municipals                                | Palamós  | edifici      | Arquitecte: Enric Catà i Catà Estil: noucentisme                                  | 41° 51′ 00″ N, 3° 07′ 58″ E / 41.849946°N,3.132775°E                           | bé integrant del patrimoni cultural català | Escoles Municipals (Palamós)     | Modifica les dades a Wikidata |
|        | Grup d'apartaments                                | Palamós  | edifici      |                                                                                   | 41° 51′ 15″ N, 3° 08′ 26″ E / 41.854251°N,3.140669°E                           | bé integrant del patrimoni cultural català | Grup d'apartaments (Palamós)     | Modifica les dades a Wikidata |
|        | Museu de la Pesca                                 | Palamós  | edifici      |                                                                                   |                                                                                | bé d'interès cultural                      |                                  | Modifica les dades a Wikidata |
|        | Torre Ribes                                       | Palamós  | edifici      | Estil: arquitectura popular                                                       | 41° 51′ 47″ N, 3° 07′ 54″ E / 41.86308°N,3.1317°E                              | bé integrant del patrimoni cultural català |                                  | Modifica les dades a Wikidata |
|        | fàbrica Tauler                                    | Palamós  | edifici      | Estil: modernisme català arquitectura eclèctica 1893                              | 41° 50′ 58″ N, 3° 07′ 30″ E / 41.849403°N,3.124953°E ca:Carrer Enric Vincke, 9 | bé integrant del patrimoni cultural català | Fàbrica Tauler (Palamós)         | Modifica les dades a Wikidata |

## entitat singular de població
| imatge | Nom                  | Ubicat a | instància de                                                                                    | Detalls  | coordenades                                                               | Protecció | Commons (més fotos)            | Dades a WD                    |
| ------ | -------------------- | -------- | ----------------------------------------------------------------------------------------------- | -------- | ------------------------------------------------------------------------- | --------- | ------------------------------ | ----------------------------- |
|        | Cala Margarida       | Palamós  | entitat singular de població                                                                    | 14 hab   | 41° 50′ 59″ N, 3° 08′ 19″ E / 41.849704911567°N,3.1386134970567°E 26 msnm |           |                                | Modifica les dades a Wikidata |
|        | Palamós              | Palamós  | entitat singular de població ciutat portuària ens local històric de Catalunya capital municipal | 9700 hab | 41° 50′ 54″ N, 3° 07′ 45″ E / 41.84843°N,3.12912°E 10 msnm                |           |                                | Modifica les dades a Wikidata |
|        | Sant Joan de Palamós | Palamós  | entitat singular de població ens local històric de Catalunya                                    | 8699 hab | 41° 51′ 24″ N, 3° 07′ 46″ E / 41.8565416667°N,3.12935833333°E 11 msnm     |           | Sant Joan de Palamós (Empordà) | Modifica les dades a Wikidata |
|        | Vila-romà            | Palamós  | entitat singular de població                                                                    | 99 hab   | 41° 51′ 48″ N, 3° 07′ 31″ E / 41.863230317345°N,3.1253889827205°E 25 msnm |           |                                | Modifica les dades a Wikidata |
|        | el Figuerar          | Palamós  | entitat singular de població                                                                    | 92 hab   | 41° 52′ 04″ N, 3° 07′ 53″ E / 41.867726966758°N,3.1314226112091°E 12 msnm |           |                                | Modifica les dades a Wikidata |
|        | la Fosca             | Palamós  | entitat singular de població                                                                    | 14 hab   | 41° 51′ 20″ N, 3° 08′ 25″ E / 41.855684°N,3.140399°E 17 msnm              |           | La Fosca                       | Modifica les dades a Wikidata |

## església
| imatge | Nom                        | Ubicat a | instància de     | Detalls                                                | coordenades | Protecció                                  | Commons (més fotos)                | Dades a WD                    |
| ------ | -------------------------- | -------- | ---------------- | ------------------------------------------------------ | --- | ------------------------------------------ | ---------------------------------- | ----------------------------- |
|        | Sant Esteve                | Palamós  | església         | Estil: arquitectura popular                            | 41° 51′ 32″ N, 3° 08′ 52″ E / 41.85888888888889°N,3.1478888888888887°E                                                | bé integrant del patrimoni cultural català | Sant Esteve de Palamós             | Modifica les dades a Wikidata |
|        | Sant Joan de Palamós       | Palamós  | església         | Estil: arquitectura popular 18th century Estat: ruïnós | 41° 38′ 25″ N, 1° 22′ 45″ E / 41.64039°N,1.3793°E 650 msnm                                                            | bé integrant del patrimoni cultural català | Sant Joan de Palamós               | Modifica les dades a Wikidata |
|        | Santa Eugènia de Vila-romà | Palamós  | església         | Estil: arquitectura barroca                            | 41° 51′ 27″ N, 3° 07′ 46″ E / 41.857387°N,3.129577°E                                                                  | bé integrant del patrimoni cultural català | Santa Eugènia de Vila-romà         | Modifica les dades a Wikidata |
|        | Santa Maria de Bell-lloc   | Palamós  | església         | Estil: arquitectura popular                            | 41° 52′ 53″ N, 3° 06′ 33″ E / 41.881522°N,3.109194°E                                                                  | bé integrant del patrimoni cultural català | Santa Maria de Bell-lloc (Palamós) | Modifica les dades a Wikidata |
|        | Santa Maria de Palamós     | Palamós  | església         | Estil: arquitectura gòtica                             | 41° 50′ 49″ N, 3° 07′ 43″ E / 41.846949°N,3.128601°E                                                                  | bé integrant del patrimoni cultural català | Santa Maria de Palamós             | Modifica les dades a Wikidata |
|        | Santa Maria de la Fosca    | Palamós  | església capella |                                                        | 41° 51′ 16″ N, 3° 08′ 30″ E / 41.8543069524094°N,3.14167603619902°E ca:Passeig de la Fosca, 1B, 17230 Palamós, Girona |                                            |                                    | Modifica les dades a Wikidata |
|        | església del Carme         | Palamós  | església         | Estil: arquitectura neoclàssica                        | 41° 50′ 50″ N, 3° 07′ 50″ E / 41.847116°N,3.130601°E ca:Carrer Mossèn Miquel Costa, 27                                | bé integrant del patrimoni cultural català | Església del Carme (Palamós)       | Modifica les dades a Wikidata |

## font
| imatge | Nom                       | Ubicat a | instància de | Detalls | coordenades                                                           | Protecció | Commons (més fotos) | Dades a WD                    |
| ------ | ------------------------- | -------- | ------------ | ------- | --------------------------------------------------------------------- | --------- | ------------------- | ----------------------------- |
|        | font de Bell-lloc         | Palamós  | font         |         | 41° 52′ 51″ N, 3° 06′ 23″ E / 41.88088080711772°N,3.106298446655274°E |           |                     | Modifica les dades a Wikidata |
|        | font del Llorer (Palamós) | Palamós  | font         |         | 41° 53′ 03″ N, 3° 06′ 20″ E / 41.884221°N,3.10558°E                   |           |                     | Modifica les dades a Wikidata |

## masia
| imatge | Nom                       | Ubicat a | instància de     | Detalls                                  | coordenades                                                                                          | Protecció                                            | Commons (més fotos)   | Dades a WD                    |
| ------ | ------------------------- | -------- | ---------------- | ---------------------------------------- | --- | ---------------------------------------------------- | --------------------- | ----------------------------- |
|        | Ca la Rosa dels Vents     | Palamós  | masia            |                                          | 41° 52′ 15″ N, 3° 07′ 48″ E / 41.8708662939237°N,3.13009602093719°E                                  |                                                      |                       | Modifica les dades a Wikidata |
|        | Cal Dalmau                | Palamós  | masia            |                                          | 41° 51′ 47″ N, 3° 07′ 54″ E / 41.8631816076557°N,3.13169500091939°E                                  |                                                      |                       | Modifica les dades a Wikidata |
|        | Cal Valencià              | Palamós  | masia            |                                          | 41° 52′ 02″ N, 3° 07′ 47″ E / 41.8672277853644°N,3.12985969963395°E                                  |                                                      |                       | Modifica les dades a Wikidata |
|        | Can Fontanella            | Palamós  | masia            |                                          | 41° 52′ 03″ N, 3° 07′ 47″ E / 41.8675340456239°N,3.12983621989085°E                                  |                                                      |                       | Modifica les dades a Wikidata |
|        | Can Grassot               | Palamós  | masia            |                                          | 41° 52′ 04″ N, 3° 07′ 55″ E / 41.86781972319°N,3.13206601397027°E                                    |                                                      |                       | Modifica les dades a Wikidata |
|        | Can Gruixut               | Palamós  | masia            |                                          | 41° 52′ 30″ N, 3° 07′ 45″ E / 41.8748845024663°N,3.12907982205323°E                                  |                                                      |                       | Modifica les dades a Wikidata |
|        | Can Llong                 | Palamós  | masia            |                                          | 41° 51′ 45″ N, 3° 08′ 57″ E / 41.8626016957815°N,3.14926101414285°E                                  |                                                      |                       | Modifica les dades a Wikidata |
|        | Can Manel Garcia          | Palamós  | masia            |                                          | 41° 51′ 25″ N, 3° 07′ 25″ E / 41.8570658072845°N,3.12370681109085°E                                  |                                                      |                       | Modifica les dades a Wikidata |
|        | Can Mingo                 | Palamós  | masia            |                                          | 41° 52′ 05″ N, 3° 07′ 51″ E / 41.8681094863997°N,3.13071702480532°E                                  |                                                      |                       | Modifica les dades a Wikidata |
|        | Can Pereres               | Palamós  | masia            |                                          | 41° 52′ 04″ N, 3° 06′ 51″ E / 41.8678749088676°N,3.11419623374778°E                                  |                                                      |                       | Modifica les dades a Wikidata |
|        | Can Peretià               | Palamós  | masia            |                                          | 41° 52′ 26″ N, 3° 07′ 10″ E / 41.8738321506932°N,3.11941284595809°E                                  |                                                      |                       | Modifica les dades a Wikidata |
|        | Can Plàcid                | Palamós  | masia            |                                          | 41° 52′ 00″ N, 3° 07′ 47″ E / 41.8666606393888°N,3.12960551034235°E                                  |                                                      |                       | Modifica les dades a Wikidata |
|        | Mas Agustí                | Palamós  | masia            | 16th century                             | 41° 51′ 49″ N, 3° 08′ 44″ E / 41.8637°N,3.14554°E ca:C. de Mas Juny, Sant Esteve de la Fosca 27 msnm | bé d'interès cultural bé cultural d'interès nacional | Mas Agustí (Palamós)  | Modifica les dades a Wikidata |
|        | Mas Bitlloc               | Palamós  | masia            |                                          | 41° 52′ 18″ N, 3° 08′ 37″ E / 41.871741920279°N,3.14357031441836°E                                   |                                                      |                       | Modifica les dades a Wikidata |
|        | Mas Boix                  | Palamós  | masia            |                                          | 41° 52′ 28″ N, 3° 07′ 34″ E / 41.8743385242111°N,3.12598160597638°E                                  |                                                      |                       | Modifica les dades a Wikidata |
|        | Mas Canyet                | Palamós  | masia            | Estil: arquitectura popular              | 41° 52′ 09″ N, 3° 09′ 47″ E / 41.869058°N,3.163021°E                                                 | bé integrant del patrimoni cultural català           |                       | Modifica les dades a Wikidata |
|        | Mas Collell               | Palamós  | masia            |                                          | 41° 52′ 07″ N, 3° 08′ 30″ E / 41.8686730843799°N,3.14155110176539°E                                  |                                                      |                       | Modifica les dades a Wikidata |
|        | Mas Colls                 | Palamós  | masia            |                                          | 41° 52′ 09″ N, 3° 07′ 37″ E / 41.8690324427122°N,3.1269231410582°E                                   |                                                      |                       | Modifica les dades a Wikidata |
|        | Mas Gallard               | Palamós  | masia            |                                          | 41° 51′ 41″ N, 3° 07′ 15″ E / 41.8613920683188°N,3.12093192030365°E                                  |                                                      |                       | Modifica les dades a Wikidata |
|        | Mas Genot                 | Palamós  | masia            | Estil: arquitectura popular              | 41° 51′ 47″ N, 3° 07′ 58″ E / 41.86307°N,3.13276°E                                                   | bé integrant del patrimoni cultural català           |                       | Modifica les dades a Wikidata |
|        | Mas Gorgoll               | Palamós  | masia            | Estil: arquitectura popular 18th century | 41° 51′ 22″ N, 3° 07′ 08″ E / 41.856°N,3.118999°E ca:Paratge Balitrà 12 msnm                         | bé integrant del patrimoni cultural català           | Mas Gorgoll           | Modifica les dades a Wikidata |
|        | Mas Juny                  | Palamós  | masia casa forta | 16th century                             | 41° 51′ 48″ N, 3° 09′ 10″ E / 41.86345°N,3.1527889°E 33 msnm                                         | bé d'interès cultural bé cultural d'interès nacional | Mas Juny              | Modifica les dades a Wikidata |
|        | Mas Oliver                | Palamós  | masia            | Estil: arquitectura popular              | 41° 51′ 52″ N, 3° 09′ 07″ E / 41.864337°N,3.152065°E                                                 | bé integrant del patrimoni cultural català           |                       | Modifica les dades a Wikidata |
|        | Mas Pagès                 | Palamós  | masia            | Estil: arquitectura popular 17th century | 41° 52′ 14″ N, 3° 07′ 20″ E / 41.870673°N,3.12234°E ca:C. del Castell de Vila-romà 28 msnm           | bé integrant del patrimoni cultural català           | Mas Pagès (Palamós)   | Modifica les dades a Wikidata |
|        | Mas Pepó                  | Palamós  | masia            | Estil: arquitectura popular              | 41° 51′ 44″ N, 3° 08′ 24″ E / 41.86229°N,3.13996°E                                                   | bé integrant del patrimoni cultural català           | Mas Massoni           | Modifica les dades a Wikidata |
|        | Mas Perals                | Palamós  | masia            | Estil: arquitectura popular              | 41° 52′ 04″ N, 3° 07′ 56″ E / 41.867699°N,3.132107°E                                                 | bé integrant del patrimoni cultural català           | Mas Aguilar (Palamós) | Modifica les dades a Wikidata |
|        | Mas Robau                 | Palamós  | masia            |                                          | 41° 51′ 47″ N, 3° 07′ 31″ E / 41.8631618633279°N,3.12518853170409°E                                  |                                                      |                       | Modifica les dades a Wikidata |
|        | Mas Sant Jordi            | Palamós  | masia            |                                          | 41° 52′ 06″ N, 3° 07′ 49″ E / 41.8683170548593°N,3.13035595035262°E                                  |                                                      |                       | Modifica les dades a Wikidata |
|        | Mas Subà                  | Palamós  | masia            |                                          | 41° 52′ 20″ N, 3° 06′ 56″ E / 41.8721879269464°N,3.11546922716981°E                                  |                                                      |                       | Modifica les dades a Wikidata |
|        | Mas Vilanova de la Pietat | Palamós  | masia            |                                          | 41° 52′ 22″ N, 3° 07′ 16″ E / 41.8726593922953°N,3.12119417057625°E                                  |                                                      |                       | Modifica les dades a Wikidata |
|        | Mas Xec                   | Palamós  | masia            | Estil: arquitectura popular              | 41° 52′ 12″ N, 3° 08′ 32″ E / 41.87012°N,3.14211°E                                                   | bé integrant del patrimoni cultural català           |                       | Modifica les dades a Wikidata |
|        | Mas de Bofill             | Palamós  | masia            |                                          | 41° 52′ 08″ N, 3° 08′ 36″ E / 41.868766°N,3.143412°E                                                 | bé integrant del patrimoni cultural català           |                       | Modifica les dades a Wikidata |
|        | Mas de Torre Mirona       | Palamós  | masia            | Estil: arquitectura popular              | 41° 52′ 27″ N, 3° 08′ 58″ E / 41.874287°N,3.149387°E                                                 | bé integrant del patrimoni cultural català           |                       | Modifica les dades a Wikidata |
|        | Mas de la Pietat          | Palamós  | masia casa forta |                                          | 41° 52′ 17″ N, 3° 07′ 18″ E / 41.871425°N,3.1216417°E                                                | bé d'interès cultural bé cultural d'interès nacional | Mas de la Pietat      | Modifica les dades a Wikidata |
|        | Mas del Vent              | Palamós  | masia casa forta | Estil: arquitectura popular 16th century | 41° 51′ 38″ N, 3° 08′ 17″ E / 41.860572°N,3.137966°E ca:Camí vell de la Fosca 35 msnm                | bé integrant del patrimoni cultural català           | Mas del Vent          | Modifica les dades a Wikidata |
|        | Torre Mirona              | Palamós  | masia casa forta |                                          | 41° 52′ 27″ N, 3° 08′ 58″ E / 41.8743°N,3.14938°E                                                    | bé d'interès cultural bé cultural d'interès nacional |                       | Modifica les dades a Wikidata |
|        | Vil·la Lola               | Palamós  | masia            |                                          | 41° 52′ 33″ N, 3° 08′ 30″ E / 41.8757614982286°N,3.14154263904474°E                                  |                                                      |                       | Modifica les dades a Wikidata |
|        | Xalet Cala Corbs          | Palamós  | masia            |                                          | 41° 51′ 53″ N, 3° 10′ 13″ E / 41.8646531708318°N,3.1701952808825°E                                   |                                                      |                       | Modifica les dades a Wikidata |
|        | Xalet Cala Rosal          | Palamós  | masia            |                                          | 41° 52′ 03″ N, 3° 10′ 24″ E / 41.8676385555386°N,3.17346868919738°E                                  |                                                      |                       | Modifica les dades a Wikidata |
|        | Xalet Seniar              | Palamós  | masia            |                                          | 41° 51′ 51″ N, 3° 10′ 00″ E / 41.8641628493902°N,3.16674793007125°E                                  |                                                      |                       | Modifica les dades a Wikidata |
|        | l'Hostalet                | Palamós  | masia            |                                          | 41° 51′ 40″ N, 3° 07′ 49″ E / 41.8611295416825°N,3.13037749720901°E                                  |                                                      |                       | Modifica les dades a Wikidata |

## muntanya
| imatge | Nom                   | Ubicat a              | instància de | Detalls | coordenades                                                       | Protecció | Commons (més fotos) | Dades a WD                    |
| ------ | --------------------- | --------------------- | ------------ | ------- | ----------------------------------------------------------------- | --------- | ------------------- | ----------------------------- |
|        | Montagut              | Palamós Vall-llobrega | muntanya     |         | 41° 53′ 11″ N, 3° 06′ 33″ E / 41.886325°N,3.10912778°E 266.4 msnm |           |                     | Modifica les dades a Wikidata |
|        | Puig Antoniet         | Palamós Vall-llobrega | muntanya     |         | 41° 53′ 04″ N, 3° 06′ 50″ E / 41.8844°N,3.11389°E 168.4 msnm      |           |                     | Modifica les dades a Wikidata |
|        | Puig Boter            | Palamós               | muntanya     |         | 41° 51′ 57″ N, 3° 09′ 50″ E / 41.8658°N,3.16395°E 97.5 msnm       |           |                     | Modifica les dades a Wikidata |
|        | Puig d'en Boix        | Palamós Vall-llobrega | muntanya     |         | 41° 52′ 52″ N, 3° 06′ 56″ E / 41.881052°N,3.115425°E 168.4 msnm   |           |                     | Modifica les dades a Wikidata |
|        | Puig de Terme         | Palamós Mont-ras      | muntanya     |         | 41° 52′ 12″ N, 3° 10′ 15″ E / 41.8701°N,3.17097°E 132.6 msnm      |           |                     | Modifica les dades a Wikidata |
|        | Puig del Molí de Vent | Palamós               | muntanya     |         | 41° 51′ 19″ N, 3° 07′ 53″ E / 41.8554°N,3.13128°E 56.4 msnm       |           |                     | Modifica les dades a Wikidata |

## nucli de població
| imatge | Nom             | Ubicat a | instància de      | Detalls | coordenades                                                         | Protecció | Commons (més fotos) | Dades a WD                    |
| ------ | --------------- | -------- | ----------------- | ------- | ------------------------------------------------------------------- | --------- | ------------------- | ----------------------------- |
|        | el Pedró        | Palamós  | nucli de població |         | 41° 50′ 36″ N, 3° 07′ 31″ E / 41.843415378234°N,3.1253502879365°E   |           |                     | Modifica les dades a Wikidata |
|        | el Pi d'en Xana | Palamós  | nucli de població |         | 41° 51′ 57″ N, 3° 07′ 31″ E / 41.8657286737535°N,3.12532608257501°E |           |                     | Modifica les dades a Wikidata |

## platja
| imatge | Nom                               | Ubicat a               | instància de                                         | Detalls                 | coordenades                                                            | Protecció | Commons (més fotos)               | Dades a WD                    |
| ------ | --------------------------------- | ---------------------- | ---------------------------------------------------- | ----------------------- | ---------------------------------------------------------------------- | --------- | --------------------------------- | ----------------------------- |
|        | Cala Canyers                      | Palamós                | platja                                               |                         | 41° 51′ 50″ N, 3° 10′ 05″ E / 41.86389350744356°N,3.168089658098804°E  |           |                                   | Modifica les dades a Wikidata |
|        | Cala Corbs                        | Palamós                | platja                                               |                         | 41° 51′ 50″ N, 3° 10′ 13″ E / 41.86389820385282°N,3.170254931936937°E  |           |                                   | Modifica les dades a Wikidata |
|        | Cala Estreta                      | Palamós                | platja platja d'arena daurada                        | Llarg: 34m Ample: 16m   | 41° 51′ 55″ N, 3° 10′ 22″ E / 41.865317°N,3.172856°E                   |           | Cala Estreta (Palamós)            | Modifica les dades a Wikidata |
|        | Cala Foradada                     | Palamós                | platja                                               |                         | 41° 51′ 39″ N, 3° 09′ 31″ E / 41.860894837777415°N,3.158735630907395°E |           | Cala Foradada                     | Modifica les dades a Wikidata |
|        | Cala Margarida                    | Palamós Cala Margarida | platja                                               |                         | 41° 50′ 57″ N, 3° 08′ 24″ E / 41.84926°N,3.14013°E                     |           | Cala de Margarida                 | Modifica les dades a Wikidata |
|        | Cala Pallerida                    | Palamós                | platja                                               |                         | 41° 51′ 39″ N, 3° 09′ 01″ E / 41.86093332128906°N,3.150228298761645°E  |           |                                   | Modifica les dades a Wikidata |
|        | Cala Pere Grau                    | Palamós                | platja                                               |                         | 41° 50′ 33″ N, 3° 07′ 43″ E / 41.84239542449045°N,3.128540538108855°E  |           |                                   | Modifica les dades a Wikidata |
|        | Cala sa Cobertera                 | Palamós                | platja                                               |                         | 41° 51′ 40″ N, 3° 09′ 35″ E / 41.86118123430243°N,3.159643715249951°E  |           |                                   | Modifica les dades a Wikidata |
|        | Platja Gran                       | Palamós                | platja platja urbana                                 | Llarg: 884m Ample: 70m  | 41° 50′ 53″ N, 3° 07′ 25″ E / 41.84804973888889°N,3.123704911111111°E  |           | Platja Gran de Palamós            | Modifica les dades a Wikidata |
|        | cala d'en Remendon                | Palamós                | platja platja d'arena daurada platja nudista         | Llarg: 170m Ample: 8.4m | 41° 51′ 57″ N, 3° 10′ 25″ E / 41.86593°N,3.17371°E                     |           | Cala d'en Remendon                | Modifica les dades a Wikidata |
|        | cala de Roca Bona                 | Palamós                | platja platja nudista                                |                         | 41° 51′ 59″ N, 3° 10′ 31″ E / 41.86650191428486°N,3.1751940242528205°E |           |                                   | Modifica les dades a Wikidata |
|        | cala de Senià                     | Palamós                | platja                                               |                         | 41° 51′ 50″ N, 3° 09′ 57″ E / 41.86383934094937°N,3.1658623609606753°E |           |                                   | Modifica les dades a Wikidata |
|        | cala del Cap de Planes            | Palamós                | platja platja d'arena daurada codolar platja nudista | Llarg: 162m Ample: 10m  | 41° 52′ 04″ N, 3° 10′ 36″ E / 41.867799999706°N,3.1766999999731°E      |           |                                   | Modifica les dades a Wikidata |
|        | cala dels Pots                    | Palamós                | platja                                               |                         | 41° 50′ 56″ N, 3° 08′ 16″ E / 41.848937169567414°N,3.137800911223706°E |           |                                   | Modifica les dades a Wikidata |
|        | platja de Castell                 | Palamós                | platja platja d'arena daurada platja nudista         | Llarg: 329m Ample: 90m  | 41° 51′ 46″ N, 3° 09′ 23″ E / 41.862877°N,3.156276°E                   |           | Platja el Castell (Palamós)       | Modifica les dades a Wikidata |
|        | platja de Sant Esteve de la Fosca | Palamós                | platja platja d'arena daurada                        | Llarg: 177m Ample: 67m  | 41° 51′ 31″ N, 3° 08′ 42″ E / 41.858600000134°N,3.144900000038°E       |           | Platja de Sant Esteve de la Fosca | Modifica les dades a Wikidata |
|        | platja de s'Alguer                | Palamós                | platja                                               |                         | 41° 51′ 44″ N, 3° 09′ 07″ E / 41.86209780333532°N,3.151894719460653°E  |           | Cala s'Alguer                     | Modifica les dades a Wikidata |
|        | platja de s'Alguer Petit          | Palamós                | platja                                               |                         | 41° 51′ 43″ N, 3° 09′ 10″ E / 41.86196952240352°N,3.152738497460317°E  |           |                                   | Modifica les dades a Wikidata |
|        | platja de sa Tamardia             | Palamós                | platja                                               |                         | 41° 51′ 16″ N, 3° 08′ 36″ E / 41.85454875112679°N,3.143251136281924°E  |           |                                   | Modifica les dades a Wikidata |

## polígon industrial
| imatge | Nom                                    | Ubicat a | instància de       | Detalls | coordenades                                                         | Protecció | Commons (més fotos) | Dades a WD                    |
| ------ | -------------------------------------- | -------- | ------------------ | ------- | ------------------------------------------------------------------- | --------- | ------------------- | ----------------------------- |
|        | Polígon industrial El Pla de Sant Joan | Palamós  | polígon industrial |         | 41° 51′ 40″ N, 3° 07′ 57″ E / 41.8611991688835°N,3.13249818757011°E |           |                     | Modifica les dades a Wikidata |
|        | Polígon industrial La Rutlla           | Palamós  | polígon industrial |         | 41° 51′ 44″ N, 3° 08′ 09″ E / 41.8622582221371°N,3.13571739605992°E |           |                     | Modifica les dades a Wikidata |

## torre de defensa
| imatge | Nom                | Ubicat a | instància de     | Detalls                     | coordenades                                         | Protecció                                            | Commons (més fotos) | Dades a WD                    |
| ------ | ------------------ | -------- | ---------------- | --------------------------- | --------------------------------------------------- | ---------------------------------------------------- | ------------------- | ----------------------------- |
|        | Torre del Mas Pepó | Palamós  | torre de defensa | Estil: arquitectura popular | 41° 51′ 51″ N, 3° 08′ 28″ E / 41.864045°N,3.14122°E | bé d'interès cultural bé cultural d'interès nacional | Mas Massoni         | Modifica les dades a Wikidata |
|        | Torre del Mas Xec  | Palamós  | torre de defensa | Estil: arquitectura popular | 41° 52′ 12″ N, 3° 08′ 31″ E / 41.8701°N,3.14204°E   | bé d'interès cultural bé cultural d'interès nacional |                     | Modifica les dades a Wikidata |

## Misc
| imatge | Nom                                                               | Ubicat a                       | instància de                                    | Detalls                                                              | coordenades                                                                               | Protecció                                            | Commons (més fotos)                | Dades a WD                    |
| ------ | ----------------------------------------------------------------- | ------------------------------ | ----------------------------------------------- | -------------------------------------------------------------------- | ----------------------------------------------------------------------------------------- | ---------------------------------------------------- | ---------------------------------- | ----------------------------- |
|        | Aubi                                                              | Palafrugell Mont-ras Palamós   | curs d'aigua                                    | Desemboca: mar Mediterrània Llarg: 9km                               | 41° 55′ 24″ N, 3° 10′ 59″ E / 41.9233°N,3.18319°E                                         |                                                      | Aubi                               | Modifica les dades a Wikidata |
|        | Camí de Ronda de Palamós                                          | Palamós                        | via per a vianants                              |                                                                      |                                                                                           |                                                      | Camí de Ronda (Palamós)            | Modifica les dades a Wikidata |
|        | Cap Gros                                                          | Palamós                        | vèrtex geodèsic                                 | Alt: 1.2m                                                            | 41° 51′ 02″ N, 3° 08′ 39″ E / 41.850683°N,3.144191°E 73.901 msnm                          |                                                      |                                    | Modifica les dades a Wikidata |
|        | Casa de la Vila de Palamós                                        | Palamós                        | casa consistorial                               | Estil: arquitectura eclèctica                                        | 41° 50′ 56″ N, 3° 07′ 31″ E / 41.849011°N,3.125175°E                                      | bé integrant del patrimoni cultural català           | Casa de la Vila (Palamós)          | Modifica les dades a Wikidata |
|        | Claustre del Mas del Vent de Palamós                              | Palamós                        | claustre                                        |                                                                      | 41° 51′ 37″ N, 3° 08′ 14″ E / 41.8603°N,3.13732°E Palamós                                 | bé integrant del patrimoni cultural català           | Cloister of Mas del Vent (Palamós) | Modifica les dades a Wikidata |
|        | Comtat de Palamós                                                 | Palamós                        | comtat jurisdiccional                           |                                                                      |                                                                                           |                                                      |                                    | Modifica les dades a Wikidata |
|        | Far de Palamós                                                    | Palamós                        | far                                             | 1865 Alt: 8m                                                         | 41° 50′ 29″ N, 3° 07′ 45″ E / 41.841388888889°N,3.1291666666667°E                         |                                                      | Far de Palamós                     | Modifica les dades a Wikidata |
|        | Marina de Palamós                                                 | Palamós                        | port esportiu                                   |                                                                      | 41° 50′ 45″ N, 3° 08′ 09″ E / 41.84582216842677°N,3.135780098879956°E                     |                                                      | Marina de Palamós                  | Modifica les dades a Wikidata |
|        | Pineda d'en Gori                                                  | Palamós                        | bosc                                            |                                                                      | 41° 51′ 37″ N, 3° 08′ 58″ E / 41.860226556012435°N,3.1493718609219106°E                   |                                                      |                                    | Modifica les dades a Wikidata |
|        | Poblat ibèric de la Punta del Castell                             | Palamós                        | jaciment arqueològic poblat ibèric              |                                                                      | 41° 51′ 37″ N, 3° 09′ 32″ E / 41.860277777777775°N,3.158888888888889°E 34 msnm            | bé d'interès cultural bé cultural d'interès nacional | Yacimiento de la Punta de Castell  | Modifica les dades a Wikidata |
|        | Pont de ferro de la riera d'Aubí                                  | Palamós                        | pont                                            | Estil: arquitectura del ferro Travessa: Aubi                         | 41° 51′ 16″ N, 3° 07′ 08″ E / 41.854541°N,3.119014°E                                      | bé integrant del patrimoni cultural català           | Puente de Hierro, Palamós          | Modifica les dades a Wikidata |
|        | badia de Palamós                                                  | Calonge i Sant Antoni Palamós  | badia                                           |                                                                      | 41° 50′ 30″ N, 3° 06′ 33″ E / 41.84174°N,3.10903°E                                        |                                                      |                                    | Modifica les dades a Wikidata |
|        | cova de l'Aigua                                                   | Palamós                        | cova                                            |                                                                      | 41° 51′ 08″ N, 3° 08′ 41″ E / 41.8523125733268°N,3.14476768972049°E                       |                                                      |                                    | Modifica les dades a Wikidata |
|        | creu del Portal                                                   | Palamós                        | creu de terme                                   | Estil: arquitectura gòtica arquitectura del Renaixement 16th century | 41° 51′ 01″ N, 3° 08′ 11″ E / 41.850149°N,3.136389°E ca:Entrada del nou cementiri 35 msnm | bé integrant del patrimoni cultural català           | Creu del Portal (Palamós)          | Modifica les dades a Wikidata |
|        | dolmen de Montagut                                                | Palamós                        | dolmen                                          |                                                                      | 41° 53′ 09″ N, 3° 06′ 34″ E / 41.88590505343154°N,3.109340071678162°E                     | bé integrant del patrimoni cultural català           |                                    | Modifica les dades a Wikidata |
|        | illes Formigues                                                   | Calella de Palafrugell Palamós | arxipèlag                                       |                                                                      | 41° 51′ 45″ N, 3° 11′ 12″ E / 41.8625°N,3.18666667°E                                      |                                                      | Illes Formigues                    | Modifica les dades a Wikidata |
|        | les Serres                                                        | Palamós                        | serra                                           |                                                                      | 41° 51′ 50″ N, 3° 08′ 27″ E / 41.864025°N,3.14097222°E 51.4 msnm                          |                                                      |                                    | Modifica les dades a Wikidata |
|        | llacuna de la platja de Castell                                   | Palamós                        | zona humida                                     |                                                                      | 41° 51′ 55″ N, 3° 09′ 17″ E / 41.8653°N,3.15461°E                                         |                                                      |                                    | Modifica les dades a Wikidata |
|        | mar Mediterrània                                                  |                                | mar interior mar mediterrani conca hidrogràfica | Superfície: 2500000km² Profunditat: 5267 1541m Volum: 3839000km³     | 38° N, 17° E / 38°N,17°E 0 msnm                                                           |                                                      | Mediterranean Sea                  | Modifica les dades a Wikidata |
|        | passeig de Mar                                                    | Palamós                        | carrer                                          |                                                                      | 41° 50′ 54″ N, 3° 07′ 28″ E / 41.84839°N,3.124469°E                                       | bé integrant del patrimoni cultural català           | Passeig de Mar (Palamós)           | Modifica les dades a Wikidata |
|        | platja de la Fosca                                                | Palamós                        | platja d'arena daurada                          | Llarg: 300m Ample: 37m                                               | 41° 51′ 25″ N, 3° 08′ 34″ E / 41.856899999753°N,3.1426999998561°E                         |                                                      | Platja de la Fosca                 | Modifica les dades a Wikidata |
|        | port de Palamós                                                   | Palamós                        | port                                            |                                                                      | 41° 50′ 41″ N, 3° 07′ 32″ E / 41.84481°N,3.125477°E                                       |                                                      | Port de Palamós                    | Modifica les dades a Wikidata |
|        | s'Alguer                                                          | Palamós                        | conjunt històric entitat singular de població   | Estil: arquitectura popular 1 hab Llarg: 66m Ample: 19m              | 41° 51′ 44″ N, 3° 09′ 07″ E / 41.8622°N,3.15189°E 5 msnm                                  | bé d'interès cultural bé cultural d'interès nacional | Cala s'Alguer                      | Modifica les dades a Wikidata |
|        | tram de costa entre Calella de Palafrugell i el massís de Castell | Palamós                        | indret històric                                 |                                                                      |                                                                                           | bé d'interès cultural                                |                                    | Modifica les dades a Wikidata |